# Abdelati El Guesse
Abdelati El Guesse (in arabo عبد العاطي الغيسي‎?; Marrakech, 27 febbraio 1993) è un atleta marocchino.
Ha partecipato ai Giochi di Rio de Janeiro 2016 e di Tokyo 2020, gareggiando negli 800 metri piani.
Ha vinto 1 argento alle Universiadi del 2015.

## Palmarès
| Anno | Manifestazione          | Sede           | Evento       | Risultato  | Prestazione | Note |
| ---- | ----------------------- | -------------- | ------------ | ---------- | ----------- | ---- |
| 2015 | Universiadi             | Gwangju        | 800 m piani  | Argento    | 1'49"29     |      |
| 2015 | Mondiali                | Pechino        | 800 m piani  | Batteria   | 1'47"49     |      |
| 2016 | Olimpiadi               | Rio de Janeiro | 800 m piani  | Batteria   | dnf         |      |
| 2017 | Mondiali                | Londra         | 800 m piani  | Batteria   | 1'46"74     |      |
| 2021 | Olimpiadi               | Tokyo          | 800 m piani  | Semifinale | 1'46"85     |      |
| 2022 | Mondiali indoor         | Belgrado       | 1500 m piani | Batteria   | 3'47"43     |      |
| 2022 | Campionati africani     | Port Louis     | 800 m piani  | Batteria   | 1'51"55     |      |
| 2022 | Giochi del Mediterraneo | Orano          | 800 m piani  | 7º         | 1'46"28     |      |
| 2022 | Mondiali                | Eugene         | 800 m piani  | Semifinale | 1'46"46     |      |
| 2023 | Mondiali                | Budapest       | 800 m piani  | Semifinale | 1'44"55     |      |
| 2024 | Mondiali indoor         | Glasgow        | 800 m piani  | Semifinale | 1'45"45     |      |
| 2024 | Giochi olimpici         | Parigi         | 800 m piani  | Batteria   | 1'46"91     |      |
| 2025 | Mondiali indoor         | Nanchino       | 800 m piani  | Batteria   | 1'49"83     |      |